# Hallonblomfluga
Hallonblomfluga (Criorhina asilica) är en blomfluga som tillhör släktet pälsblomflugor.

## Kännetecken
Hallonblomflugan är en stor biliknande blomfluga med en längd på mellan 12 och 15 millimeter. Ryggskölden har ganska lång brungul behåring medan bakkroppen har gles svart behåring. Bakkroppen har grågulaktiga tvärstrimmor på tergit 2 till 4, som dock kan vara otydliga på tergit 3 och 4, speciellt hos hanen. Vingarna har en mörk fläck ungefär mitt på vingen.

## Levnadssätt
Hallonblomflugan lever i områden med tillgång till äldre multnande lövträd, och kan påträffas både i lövskog, hagmark, skogsbryn och liknande. De kan ses på blommor av olika slag, till exempel hagtorn, berberis, hägg, stenros, hallon och flockblommiga växter. Den flyger från mitten av maj till mitten av juli. Larven lever i mulm och röthål.

## Utbredning
Hallonblomflugan är släktets vanligaste art i Sverige och förekommer i större delen av landet. Den finns även i Danmark, Finland, södra Norge och stora delar av Europa.